# Cathorops aguadulce
Cathorops aguadulce es una especie de pez de la familia Ariidae en el orden de los Siluriformes.

## Morfología
• Los machos pueden llegar alcanzar los 22,7 cm de longitud total.

## Distribución geográfica
Se encuentra desde el río Pánuco (México) hasta el lago de Izabal (Guatemala ).